# إمساك وظيفي
الإمساك الوظيفي (بالإنجليزية: functional constipation)‏ المعروف باسم الإمساك المزمن مجهول السبب (بالإنجليزية: chronic idiopathic constipation)‏ هو إمساك ليس له سبب جسدي (تشريحي) أو فسيولوجي (هرموني). قد يكون له سبب عصبي أو نفسي. قد يكون الشخص المصاب بالإمساك الوظيفي بصحه جيدة، ولكنه يواجه صعوبه في التغوظ.

## العلامات والتشخيص
الإمساك الوظيفي يشبه متلازمة القولون العصبي في الغالب، ومع ذلك لا يعاني الاشخاص المصابون بالإمساك الوظيفي من أعراض أخرى لمتلازمة القولون العصبي مثل ألم البطن يمكن ان يكون تشخيص الإمساك الوظيفي صعبا حيث يجب استبعاد متلازمات أخرى وذلك لعدم وجود سبب فسيولوجي للإمساك الوظيفي. سيبحث الأطباء عادة عن أعراض أخرى، مثل الدم في البراز، أو فقدان الوزن، أو أنخفاض في عدد كريات الدم وغيرها من الأعراض.
ليتم تشخيص الإمساك الوظيفي، يجب أن تتكرر الأعراض على الأقل أربع مرات.
الاسباب المحتملة للإمساك الوظيفي:
- فشل في استرخاء الطبيعي لعضلات قاع الحوض أثناء محاولة التغوظ.
- متلازمة العجان النازل.
- عجز آخر أو عدم الاستعداد للسيطرة على العضلة العاصرة الشرجية الخارجية، والتي عادة ما تكون تحت السيطرة الإرادية.
- اتباع نظام غذائي فقير.
- عدم الرغبة في التغوط.
- ردود الفعل العصبية، بما في ذلك التوتر والقلق المزمن، والذي يعمل كلا منهما على غلق العضلة العاصرة الشرجية الداخلية، وهي عضلة لا إرداية.
- اضرابات نفسية جسدية اعمق توثر احيانا على الهضم وأمتصاص الماء في القولون.

هناك أيضا إمكانية للتعرض لأعراض مرضية أخرى مثل الصداع، خاصتا عند الأطفال.

## العلاج
خيارات العلاج تبدو متشابهة وتشمل أدوية مثل بروكالوبريد (بالإنجليزية: prucalopride)‏، لوبيبروستون (بالإنجليزية: lubiproston)‏، لينيكلوتيد (بالإنجليزية: linaclotide)‏، تيجاسيرود (بالإنجليزية: tegaserod)‏، فيلوسيتراج (بالإنجليزية: velusetrag)‏، الوبيكسيبات (بالإنجليزية: elobixibat)‏، بيساكوديل (بالإنجليزية: bisacodyl)‏، بيكوسلفات الصوديوم (بالإنجليزية: soduim picosulphate)‏ ومؤخرا بليكاناتيد (بالإنجليزية: plecanatide)‏.

## بحث
أظهر التحليل التلوي لعام 2014م لثلاث تجارب صغيرة لتقييم البروبيوتيك تحسنًا طفيفًا في إدارة الإمساك الوظيفي، ولكن الدراسات المصصمة بشكل جيد ضرورية لمعرفة الفاعلية الحقيقية للبروبيوتيك في علاج هذه الحالة، بالنسبة للأطفال الذين يعانون من الإمساك الوظيفي غالبًا ما يزعمون أنهم يفتقرون إلى الإحساس بالرغبة في التبرز، وقد يتجنبون ذلك بسبب تجربة مؤلمة سابقة، وقد أظهرت إحدى الدراسات أن هؤلاء الأطفال لديهم رغبة في التبرز باستخدام جهاز قياس ضغط الغازات والسوائل الموجودة في القولون والتعديل السلوكي المقترح كعلاج للإمساك الوظيفي.